# Bombus alpinus
Bombus alpinus es una especie de abejorro. Es nativo de países de Europa como  Alemania, Austria, Finlandia, Francia, Italia, Noruega, Rumania, Suecia y Suiza. También habita en Rusia.
Este abejorro se encuentra en hábitats de tundra y en climas alpinos en las montañas. Se puede encontrar en praderas de montaña, brezales y bosques de sauce. Recolecta polen de plantas como el sauce, Vaccinium uliginosum, loto corniculado y de Pedicularis.
Algunas poblaciones están amenazadas por la degradación del hábitat causada por el cambio climático. Hay evidencia de que algunas poblaciones se han desplazado hacia mayores altitudes desde 1984.